# World ParaVolley
World ParaVolley est une organisation à but non lucratif internationale qui fédère une cinquantaine de fédérations nationales de volley-ball handisport du monde entier, comptant deux disciplines majeures : Volley-ball assis (joueurs paralysés) et le volley-ball debout (joueurs amputés ou joueurs sourds). Elle gère également l'essor du Beach-volley assis.
World ParaVolley est reconnu par le Comité international paralympique (IPC) comme la seule fédération internationale responsable de la gouvernance, de la planification et de la gestion de toutes les formes de volley-ball pour les personnes ayant une déficience physique. 

## Histoire
L’Organisation mondiale de volleyball pour handicapés (World Organization Volleyball for Disabled) a été créée en 1981, faisait partie de l’Organisation internationale de sport pour handicapés (ISOD). En 1992, le WOVD est devenu sa propre organisation à Barcelone, en Espagne. Le siège de la WOVD sera transféré aux Pays-Bas.
Le WOVD est responsable de la gestion et du contrôle de la conduite des compétitions internationales de volleyball pour hommes, femmes et jeunes. Le WOVD est également en liaison avec IPC (en tant qu'organisation indépendante) et avec d'autres organisations pour personnes handicapées ou non. L'organisation a adopté son nom actuel World ParaVolley lors de son assemblée générale de 2014.

## Associations membres
| Afrique | Asie/Océanie | Amériques                                                                                           | Europe |
| --- | --- | --------------------------------------------------------------------------------------------------- | --- |
| - Algérie - Afrique du Sud - Égypte - Ghana - Kenya - Maroc - Mozambique - Nigeria - République démocratique du Congo - Rwanda                              | - Australie - Cambodge - Chine - Iran - Inde - Indonésie - Irak - Japon - Kazakhstan - Corée du Sud - Malaisie - Mongolie - Sri Lanka - Thaïlande | - Brésil - Canada - Colombie - Costa Rica - République dominicaine - Pérou - États-Unis - Venezuela | \| - Azerbaïdjan - Bosnie-Herzégovine - Croatie - République tchèque - Danemark - Finlande - France - Géorgie - Allemagne - Grande-Bretagne - Hongrie - Italie \| - Lettonie - Lituanie - Malte - Pays-Bas - Norvège - Pologne - Russie - Serbie - Slovaquie - Slovénie - Turquie - Ukraine \| |
| - Azerbaïdjan - Bosnie-Herzégovine - Croatie - République tchèque - Danemark - Finlande - France - Géorgie - Allemagne - Grande-Bretagne - Hongrie - Italie | - Lettonie - Lituanie - Malte - Pays-Bas - Norvège - Pologne - Russie - Serbie - Slovaquie - Slovénie - Turquie - Ukraine                         | | |